# سیاه‌پوش (قزوین)

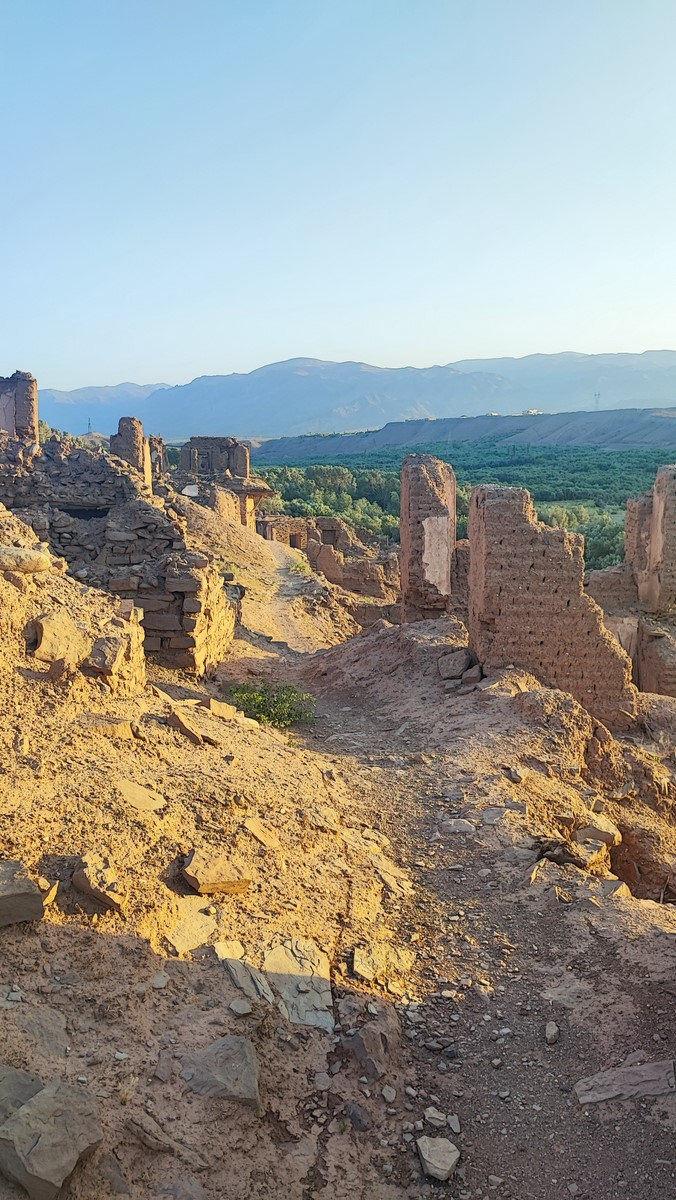

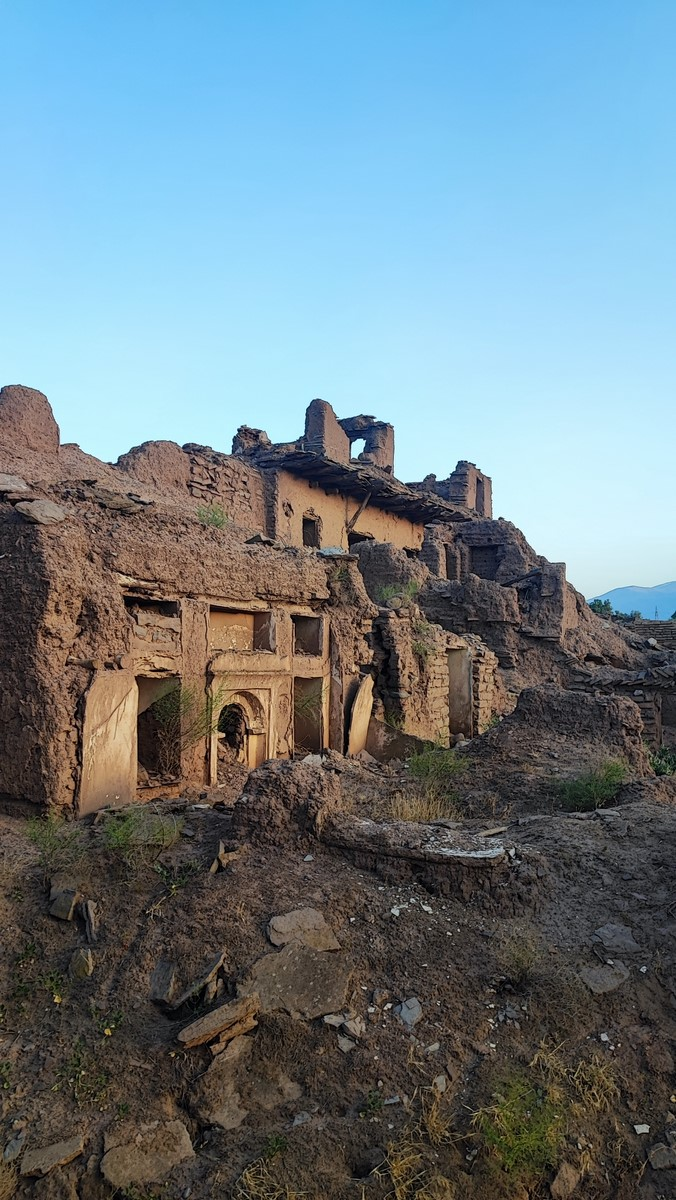

سیاه‌پوش روستایی از توابع بخش طارم سفلی شهرستان قزوین در استان قزوین ایران است. سیاه‌پوش از قدیمی‌ترین و بزرگ‌ترین روستاهای طارم است که در کنار سد سفیدرود قرار دارد. این منطقهٔ بادخیز با آب و هوای خنک و معتدل است.
از آبادی‌های دیگر نزدیک به این روستا می‌توان به کلج، گورخانه، قوشچی، دولجک، سنگان علیا، سنگان سفلی و مرتضی نک اشاره کرد.

## پیشینه
نام قدیمی روستای سیاهپوش طارم «خندان» بوده و ناصر خسرو از این روستا حدود ۹۷۰ سال قبل در سفرنامهٔ خود نام برده و موقعیت دقیق جغرافیایی آن را اینگونه ذکر کرده است: «از خندان تا شمیران سه فرسنگ بیابان است همه سنگلاخ و آن قصبه ولایت طارم است و به کنار شهر قلعه ای بلند بنیادش برسنگ خاره نهاده است». بنا به روایات دلیل تغییر نام این روستا حادثه شهادت «سیدجلال‌الدین اشرف» از نوادگان امام موسی کاظم (ع) در این روستا در دوره حکومت امویان است. این واقعه در پی جنگ با مأموران حکومت اموی و در مکانی به نام «شون دشت» رخ می‌دهد. از آن واقعه به بعد، مردم روستا به خاطر نشان دادن عشق خود به فرزندان امامان (ع) سیاه می‌پوشند، و از این‌رو نام روستا برای همیشه از خندان به سیاهپوش تغییر می‌کند. در سال ۱۳۶۹ بر اثر زلزله رودبار، روستای قدیمی سیاهپوش کاملاً تخریب و در محلی نزدیک با فاصله سه کیلومتر روستای جدید دوباره ساخته شد. مکان این روستا تا کنون حداقل سه بار جابجا گشته و آبادی قدیمی موسوم به «آشاغی‌کند» در داخل سد منجیل قرار گرفته است. دومین آبادی یا «یوخاری‌کند» نیز پس از زلزله ۱۳۶۹ رودبار و طارم ویران گردید و روستا به مکان فعلی خود نقل مکان کرد.

### سیاهپوش در فرهنگ جغرافیایی ایران
ده جزء دهستان طارم پائین بخش سیردان شهرستان زنجان.
۲۲ کیلومتری شمال شرقی سیردان، ۶ کیلومتری راه شوسه قزوین به رشت.
کوهستانی، سردسیر، سکنه ۱۲۷۳، شیعه، تُرکی.
رودخانه سنگان، زیتون، غلات، لبنیات، شغل زراعت و گله‌داری، گلیم و جاجیم‌بافی، راه مالرو.
معدن گچ دارد، استخراج شده و به اطراف برده می‌شود.
مزرعه سمنگان جزء این ده منظور شده است.

## جمعیت
این روستا در دهستان خندان قرار دارد و براساس سرشماری مرکز آمار ایران در سال ۱۳۹۵، جمعیت آن ۱٬۷۹۵ نفر (۵۱۴ خانوار) بوده است. زبان مردم سیاهپوش ترکی آذربایجانی است و شیعه‌مذهب هستند.

## صنعت
آب و هوای مدیترانه‌ای این روستا شرایط را برای رویش درختان زیتون مساعد ساخته است. در حال حاضر روستا دارای چند شرکت کشت و صنعت زیتون است. در حال حاضر حدود سه هزار هکتار از اراضی سیاهپوش زیر کشت زیتون است. همچنین کارخانجات روغن کشی و بسته‌بندی بسیاری نیز در محل قرار گرفته‌اند که مشغول به امر استحصال و بسته‌بندی زیتون و روغن زیتون می‌باشند.
نیروگاه بادی سیاهپوش، بزرگ‌ترین نیروگاه بادی کشور به ظرفیت ۶۱٫۲ مگاوات در روستای سیاهپوش طارم در زمینی به مساحت ۱۷ هکتار احداث شده است.

## زلزله رودبار
این روستا در سال ۱۳۶۹ بر اثر زلزله رودبار کاملاً ویران گشت ولی باز در محلی نزدیک به جای اول دوباره ساخته شد.

## گردشگری
از مکان‌های دیدنی این روستا می‌توان به باغهای سنتی و انبوه زیتون (در جوار روستا)، سیاهپوش قدیمی «یوخاری کند» که هم‌اکنون می‌توان به عنوان یک محوطه تاریخی از آن یاد کرد، ملاتپه، ساحل سد سفید رود، ییلاق سرسبز سمنگان، قلاع اوغلان قیز و باغ‌های انجیر مرتضانک اشاره کرد.